# 1739
Перша наукова революція •  Глухівський період в історії Гетьманщини •  Російська імперія

## Геополітична ситуація
Османську імперію очолює Махмуд I (до 1754). Під владою османського султана перебувають Близький Схід та Єгипет, Середземноморське узбережжя Північної Африки, частина Закавказзя, значні території в Європі: Греція, Болгарія і Сербія. Васалами османів є Волощина та Молдова.
Священна Римська імперія охоплює, крім німецьких земель, Угорщину з Хорватією, Трансильванію, Богемію, Північну Італію, Австрійські Нідерланди. Її імператор — Карл VI Габсбург (до 1740). Король Пруссії — Фрідріх-Вільгельм I (до 1740).
На передові позиції в Європі вийшла Франція, якою править Людовик XV (до 1774). Франція має колонії в Північній Америці та Індії.
Король Іспанії — Філіп V з династії Бурбонів (до 1746). Королівству Іспанія належать південь Італії, Нова Іспанія, Нова Гранада та Віцекоролівство Перу в Америці, Філіппіни. Королем Португалії є Жуан V (до 1750). Португалія має володіння в Бразилії, в Африці, в Індії, в Індійському океані й Індонезії.
Північ Нідерландів займає Республіка Об'єднаних провінцій. Вона має колонії в Північній Америці, Індонезії, на Формозі та на Цейлоні. Великою Британією править Георг II (до 1760). Британія має колонії в Північній Америці, на Карибах та в Індії. Король Данії та Норвегії — Крістіан VI (до 1746), на шведському троні сидить Фредерік I (до 1751). На Апеннінському півострові незалежні Венеціанська республіка та Папська область. у Речі Посполитій королює Август III Фрідріх (до 1763). На троні Російської імперії сидить Анна Іванівна (до 1740).
Україну розділено по Дніпру між Річчю Посполитою та Російською імперією. Управління Лівобережною Україною здійснює Правління гетьманського уряду. Нова Січ є пристановищем козаків. Існує Кримське ханство, якому підвладна Ногайська орда.
В Ірані при владі династія Афшаридів.
Значними державами Індостану є Імперія Великих Моголів, Імперія Маратха. В Китаї править Династія Цін. У Японії триває період Едо.

## Події

### В Україні
- Російська вояччина пограбувала Городенку.
- Кошовим отаманом Війська Запорозького спочатку став Кость Покотило, а потім Яків Туркало.
- 28 серпня росіяни виграли битву під Ставчанами і захопили Хотин.

### У світі
- Шах Ірану Надер виграв Карнальську битву у могольського імператора Мухаммад Шаха і, як наслідок, захопив Делі й пограбував Павиний трон, зокрема вкрав відомий самоцвіт Кохінур.
- Британська Ост-Індійська компанія отримала від маратхів дозвіл торгувати на території імперії Маратха.
- Російсько-турецька війна:
  - Турки повернули собі Белград.
  - Белградська та Нішська мирні угоди завершили Російсько-турецьку війну. Росія відмовилася від зазіхань на Крим та Молдову, зате отримала Азов, правда, без права тримати флот у Чорному морі, Австрії довелося поступитися Туреччині Белградом.
- Велика Британія оголосила війну (за вухо Дженкінса) Іспанії.
  - Британці захопили місто Портобело.

### Наука та культура
- Побачив світ «Трактат про людську природу» Девіда Г'юма.
- Завершена «Історія Мін».
- Засновано Шведську королівську академію наук.
- Жан-Батіст Шарль Буве де Лозьє відкрив острів Буве.

## Народились
див. також Категорія:Народились 1739

## Померли
див. також Категорія:Померли 1739